# Tūtūrqān
Tūtūrqān (persiska: توتورقان) är en ort i Iran.   Den ligger i provinsen Zanjan, i den nordvästra delen av landet, 300 km väster om huvudstaden Teheran. Tūtūrqān ligger 1 497 meter över havet och antalet invånare är 445.
Terrängen runt Tūtūrqān är platt söderut, men norrut är den kuperad. Tūtūrqān ligger nere i en dal. Runt Tūtūrqān är det ganska glesbefolkat, med 34 invånare per kvadratkilometer. Närmaste större samhälle är Owlī Beyk, 14,8 km sydost om Tūtūrqān. Trakten runt Tūtūrqān består i huvudsak av gräsmarker.